# Grammotaulius nitidus
Grammotaulius nitidus är en nattsländeart som först beskrevs av Mueller 1764.  Grammotaulius nitidus ingår i släktet Grammotaulius och familjen husmasknattsländor. Arten är reproducerande i Sverige. Utöver nominatformen finns också underarten G. n. confluens.